# Bettina Kirnbauer
Bettina Kirnbauer  (* 1961 in Bruck an der Mur) ist eine österreichische Diplomatin. Im Jahr 2020 wurde sie nach ihrer 36-jährigen Tätigkeit beim Außenministerium zur Botschafterin in der Tschechischen Republik bestellt. Von 2017 bis Juni 2020 war sie als Leiterin der außenpolitischen Abteilung der Hofburg tätig.
Nach Absolvierung des Studiums der Rechtswissenschaften und Germanistik trat Kirnbauer 1984 in den diplomatischen Dienst ein und war an den Botschaften in Bern (1986–1989), Manila (1989–1993), Prag (1998–2001), der UN-Vertretung in Genf und bei der OSZE tätig. Sie war von 2001 bis 2007 Generalkonsulin in Zürich und danach Protokollchefin im Außenamt.